# 祖父江町上牧
祖父江町上牧（そぶえちょうかんまき）は、愛知県稲沢市の地名。

## 地理

### 河川・池沼
- 領内川

### 交通
- 愛知県道129号一宮津島線
- 愛知県道134号桑原祖父江線

### 施設
- 八幡社
- JA愛知西祖父江町支店
- 稲沢市消防本部稲沢市消防署祖父江分署
- 祖父江生涯学習センターソブエル
- 稲沢市立祖父江中学校

### 字一覧
- 戌亥出（いぬいで）[WEB 6]
- 上川田（かみかわだ）[WEB 6]
- 下川田（しもかわだ）[WEB 6]
- 堤外（ていがい）[WEB 6]
- 中（なか）[WEB 6]
- 中外（なかそと）[WEB 6]
- 西（にし）[WEB 6]
- 子新田（ねしんでん）[WEB 6]
- 東（ひがし）[WEB 6]
- 宮裏（みやうら）[WEB 6]
- 宮前（みやまえ）[WEB 6]

## 歴史

### 人口の変遷
国勢調査による人口および世帯数の推移。
| 1995年（平成7年）  | 159世帯 612人 |  |
| 2000年（平成12年） | 208世帯 748人 |  |
| 2005年（平成17年） | 218世帯 702人 |  |
| 2010年（平成22年） | 251世帯 747人 |  |
| 2015年（平成27年） | 258世帯 723人 |  |
| 2020年（令和2年）  | 265世帯 708人 |  |

### WEB
1. ↑  “愛知県稲沢市の町丁・字一覧”.   人口統計ラボ. 2023年11月11日閲覧。
2. 1 2  総務省統計局 (2022年2月10日). “令和2年国勢調査の調査結果(e-Stat) - 男女別人口，外国人人口及び世帯数－町丁・字等” (CSV). 2023年8月2日閲覧。
3. ↑  “読み仮名データの促音・拗音を小書きで表記するもの(zip形式) 愛知県” (zip).   日本郵便 (2024年2月29日). 2024年3月26日閲覧。
4. ↑  “市外局番の一覧” (PDF).   総務省 (2022年3月1日). 2022年3月22日閲覧。
5. ↑  “ナンバープレートについて”.   一般社団法人愛知県自動車会議所. 2024年1月21日閲覧。
6. 1 2 3 4 5 6 7 8 9 10 11  “愛知県稲沢市祖父江町上牧の住所一覧”.   ゼンリン. 2024年6月23日閲覧。
7. ↑  総務省統計局 (2014年3月28日). “平成7年国勢調査の調査結果(e-Stat) - 男女別人口及び世帯数 －町丁・字等” (CSV). 2021年7月20日閲覧。
8. ↑  総務省統計局 (2014年5月30日). “平成12年国勢調査の調査結果(e-Stat) - 男女別人口及び世帯数 －町丁・字等” (CSV). 2021年7月20日閲覧。
9. ↑  総務省統計局 (2014年6月27日). “平成17年国勢調査の調査結果(e-Stat) - 男女別人口及び世帯数 －町丁・字等” (CSV). 2021年7月21日閲覧。
10. ↑  総務省統計局 (2012年1月20日). “平成22年国勢調査の調査結果(e-Stat) - 男女別人口及び世帯数 －町丁・字等” (CSV). 2021年7月21日閲覧。
11. ↑  総務省統計局 (2017年1月27日). “平成27年国勢調査の調査結果(e-Stat) - 男女別人口及び世帯数 －町丁・字等” (CSV). 2021年7月21日閲覧。